# 周爱民 (1957年)
周爱民（1957年—），湖北仙桃杨林尾镇人，祖籍四川通江，华中师范大学经济学硕士，中国人民解放军中将。

## 生平
1976年3月入伍，曾长期在武警部队服役，历任武警湖北省总队政治部副主任、武警部队司令部警种部副部长等职，2000年任武警部队司令部警种部部长，2007年任武警森林指挥部副主任，2008年任武警贵州总队总队长。2010年9月任武警副参谋长。2014年7月任国防大学副校长。
2008年，晋升中国人民武装警察少将。2015年7月，晋升中国人民解放军中将军衔。